# Prosoplecta coelophoroides
Prosoplecta coelophoroides är en kackerlacksart som beskrevs av Robert Walter Campbell Shelford 1912. Prosoplecta coelophoroides ingår i släktet Prosoplecta och familjen småkackerlackor. Inga underarter finns listade i Catalogue of Life.